# Moturua Island (Northland)
Moturua Island ist eine Insel in der Bay of Islands der Region Northland im Norden der Nordinsel von Neuseeland.

## Geographie
Moturua Island befindet sich in der Bay of Islands rund 6,5 km nordöstlich von Russell und rund 13,5 km westsüdwestlich von Cape Brett entfernt. Zwischen der Insel und dem rund 1,5 km in südlicher Richtung entfernten Festland erstreckt sich von West nach Ost das Te Rawhiti Inlet. Nach Norden hingegen liegt die offene See der Bay of Islands mit dem dahinter beginnenden Pazifischen Ozean.
Die Insel selbst erstreckt sich über rund 1,9 km in Nordwest-Südost-Richtung und misst an der breitesten Stelle rund 1,3 km in Südwest-Nordost-Richtung. Ihre höchste Erhebung findet die rund 1,36 km² große Insel mit 99 m im mittleren bis westlichen Teil.
Moturua Island gehört zu einer Gruppe von Inseln im südlichen Bereich der Bay of Islands, die sich von Westsüdwest nach Ostnordost über eine Fläche von rund 30 km² verteilen. Westsüdwestlich beginnt diese Gruppe mit der rund 970 m von Moturua Island entfernt liegenden Motuarohia Island und wird ostnordöstlich von der in Minimum 360 m entfernten Insel Motukiekie Island fortgesetzt. Dahinter folgen noch im Abstand in etwa einen Kilometer Okahu Island, Waewaetorea Island und Urupukapuka Island, um nur die größeren Inseln zu nennen.
Moturua Island ist komplett bewaldet mit einigen freien Stellen in den sechs sandigen Buchten.

## Geschichte
Die Insel war ursprünglich von Māori bewohnt. Insgesamt wurden 27 archäologische Orte gefunden, die die Existenz und Lebensweise der Ureinwohner auf der Insel dokumentiert. Vier Dörfer, unter den Indigenen als Pā bezeichnet, haben mit dem Hikurangi Pā und Haikai Pā an der Nordspitze der Insel, Pupuha Pā an der Südspitz und etwas weiter östlich mit dem Paeroa Pā existiert. Als der Seefahrer und Entdecker Kapitän James Cook im Jahr 1769 die Küsten Neuseelands erforschte, ankerte die Crew die Endeavour in der Nähe der südlich liegenden Bucht Waipao Bay, um dort die Wasservorräte aufzufüllen und im Winter 1772 ließ der Seefahrer Marc-Joseph Marion du Fresne seine beiden Schiffe für Reparaturarbeiten vor Moturua Island ankern. Die Arbeiten dauerten zwei Monate. Während dieser Zeit wurden zwei Camps eingerichtet, eines auf Moturua Island und eines auf dem Festland in der Clendon Cove. Doch der Kontakt zu den Māori, obwohl anfangs freundlich, endete nach Wochen aufgrund eines Missverständnisses für einige Crew-Mitglieder tödlich.
Während des Zweiten Weltkriegs betrieb die Royal New Zealand Navy eine Minenüberwachungsstation auf der Insel. Überreste davon können heute noch an der Stelle besichtigt werden, an der früher das Hikurangi Pā gestanden hat.

## Flora und Fauna
Moturua Island wurde in Sachen Naturschutz der Status Scenic Reserve verliehen. Die Südseemyrte, die in Neuseeland Mānuka genannt wird und das Myrtengewächs Kunzea ericoides, unter den Māori als Kānuka bekannt sind die dominanten Gewächse auf der Insel. Bäume, wie Pōhutukawa, wachsen an den Küstenstreifen.
Vögel, wie der North Island Robin (Toutouwai), der North Island saddleback (Tīeke), das Weißköpfchen (Pōpokotea), der Ziegensittich (Kākāriki), der zur Gattung der Papageien gehört, der Fächerschwanz, der Graumantel-Brillenvogel, der Fink, der Sperling, der Tui, die Amsel und die Drossel sind auf der Insel zu finden.